# اتحادیه فاشیست‌های بریتانیا
اتحادیه فاشیست‌های بریتانیا (به انگلیسی: British Union of Fascists) (BUF) یک حزب سیاسی فاشیست در کشور انگلستان بود که در سال ۱۹۳۲ توسط آسوالد ماسلی ایجاد شد. موسلی در سال ۱۹۳۶ نام خود را به اتحادیه فاشیست‌ها و ناسیونال سوسیالیست انگلیس و در سال ۱۹۳۷ به اتحادیه بریتانیا تغییر داد. در سال ۱۹۳۹، به دنبال آغاز جنگ جهانی دوم، حزب توسط دولت انگلیس منع شد و در سال ۱۹۴۰ منحل شد.
به دنبال شکست انتخاباتی پیشین خود، حزب جدید، در انتخابات عمومی ۱۹۳۱، این حزب در سال ۱۹۳۲ از جناح راست افراطی انگلیس ظهور کرد. بنیاد این اتحادیه در ابتدا با استقبال گسترده مردم روبرو شد و افراد قابل توجهی را به خود جلب کرد، در این دوره حزب ادعا کرد ۵۰٬۰۰۰ عضو دارد. بارون مطبوعاتی لرد روترمر یکی از حامیان برجسته اولیه بود. با رادیکال شدن بیشتر حزب، حمایت‌ها کاهش یافت. رالی المپیا در سال ۱۹۳۴، که در آن تعدادی از معترضان ضد فاشیست مورد حمله شاخه شبه نظامی اتحادیه فاشیست‌های بریتانیا، یعنی نیروی دفاع فاشیست قرار گرفتند، حزب را از بسیاری از طرفداران جدا کرد. استقبال حزب از یهودی‌ستیزی به سبک نازی‌ها در سال ۱۹۳۶ منجر به بروز اختلالات فاشیستی فزاینده ای شد، به ویژه نبرد خیابان کابل در ایست انتهای لندن در سال ۱۹۳۶. قانون نظم عمومی ۱۹۳۶، که لباس رسمی سیاسی را ممنوع کرد و به خشونت‌های سیاسی فزاینده واکنش نشان داد، به ویژه بر BUF که طرفدارانش پس از لباس فرم پوشیده به «پیراهن سیاه» معروف شدند، تأثیر زیادی داشت.
خصومت فزاینده انگلیس نسبت به آلمان نازی، که مطبوعات انگلیس با آن پیوسته اتحادیه فاشیست‌ها را همراهی می‌کردند، به کاهش عضویت جنبش کمک کرد. سرانجام در سال ۱۹۴۰ و پس از آغاز جنگ جهانی دوم، توسط دولت انگلیس ممنوع شد، به دلیل ظن اینکه طرفداران باقیمانده آن ممکن است " ستون پنجم " طرفدار نازی‌ها را تشکیل دهند. تعدادی از اعضای برجسته اتحادیه فاشیست‌ها تحت مقررات دفاعیه 18B دستگیر و داخلی شدند.

## تاریخچه

### زمینه

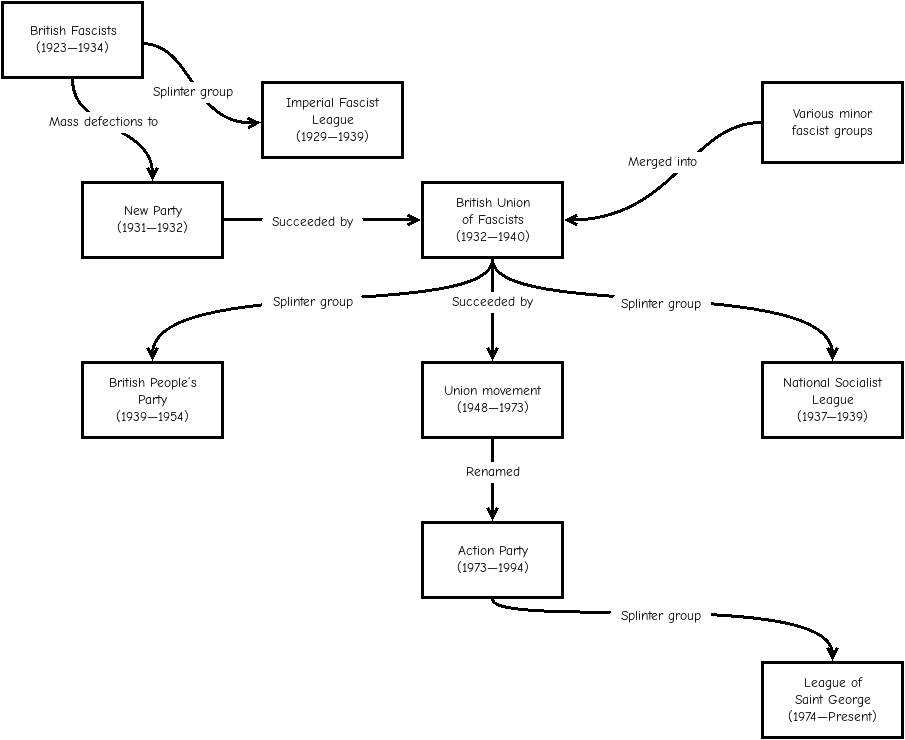
Flowchart که تاریخ جنبش فاشیستی اولیه انگلیس را نشان می‌دهد

اسوالد مصلی قبل از عبور از صحن در سال ۱۹۲۲ جوانترین نماینده منتخب محافظه کار بود و به اولین حزب کارگر پیوست و اندکی بعد به حزب کارگر مستقل پیوست. وی با مشاوره در مورد افزایش بیکاری، به سمت رئیس دوک لنکستر در دولت کارگری رمزی مک‌دونالد منصوب شد
در سال ۱۹۳۰، موسلی صادر موسلی یادداشت خود را، که ذوب حمایت از تولیدات با کینزی برنامه سیاست‌های طراحی شده برای مقابله با مشکل بیکاری، و او از حزب کارگر استعفا داد به زودی پس از، در اوایل سال ۱۹۳۱، زمانی که طرح رد شد. وی بلافاصله با سیاست‌های مبتنی بر تفاهم نامه خود، حزب جدید را تشکیل داد. این حزب در اوایل سال ۱۹۳۱ در انتخابات میان دوره ای اشتون-زیر-لاین ۱۶٪ آرا را به دست آورد. اما، نتوانست به موفقیت انتخاباتی دیگری دست یابد.
در طی سال ۱۹۳۱، حزب جدید بیشتر تحت تأثیر فاشیسم قرار گرفت. سال بعد، پس از بازدید از ژانویه ۱۹۳۲ از بنیتو موسولینی در ایتالیا، تغییر دین خود مصلی به فاشیسم تأیید شد. او در آوریل حزب جدید را منحل کرد، اما جنبش جوانان آن را که هسته اصلی اتحادیه فاشیست‌ها را تشکیل می‌داد، دست نخورده حفظ کرد. وی تابستان همان سال را در نوشتن برنامه ای فاشیستی به نام "انگلیس بزرگ" گذراند و این اساس سیاست BUF بود که در ۱ اکتبر ۱۹۳۲ راه اندازی شد.

### موفقیت و رشد اولیه

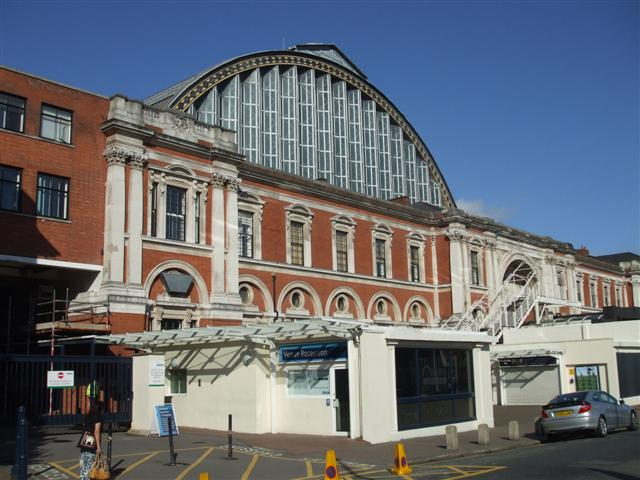
مرکز نمایشگاهی المپیا در لندن، محل برگزاری تجمع حزب در سال ۱۹۳۴، گاهی اوقات به عنوان آغاز انحطاط جنبش ذکر شد

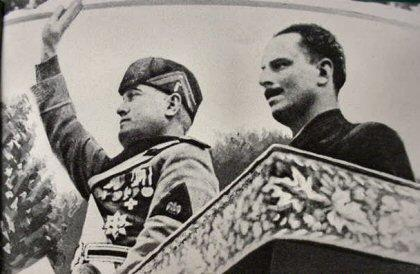
Duce Benito Mussolini ایتالیایی (چپ) به همراه رهبر BUF Oswald Mosley (راست) در هنگام بازدید Mosley از ایتالیا در ۱۹۳۶

اتحادیه فاشیست‌های بریتانیا در یک مقطع ادعا کرد که ۵۰٬۰۰۰ عضو دارد، و روزنامه دیلی میل با عنوان "هورا برای پیراهن‌های سیاه!" از طرفداران اولیه بود. اولین مدیر تبلیغات که در فوریه ۱۹۳۳ منصوب شد، ویلفرد ریسدون بود که مسئول سازماندهی کلیه جلسات عمومی موسلی بود. علی‌رغم مقاومت شدید ضد فاشیست‌ها، از جمله جامعه محلی یهودیان، حزب کارگر، حزب مستقل کارگر و حزب کمونیست انگلیس، BUF در شرق انتهای لندن، جایی که در انتخابات شورای شهرستان لندن بود، موارد زیر را پیدا کرد در مارس ۱۹۳۷، نتایج موفقیت‌آمیزی را در بیتنال گرین، شوریدیتچ و لیمهاوس بدست آورد و تقریباً ۸۰۰۰ رأی آورد، اگرچه هیچ‌یک از نامزدهای آن انتخاب نشد. BUF در طی دهه ۱۹۳۰ چند مشاور در سطح دولت محلی انتخاب کرد (از جمله چارلز بنتینک بود (وورتینگ، ساسکس)، ۱۹۳۴؛ رونالد کریزی (چشم، سافولک)، ۱۹۳۸) اما هیچ کرسی پارلمانی را بدست نیاورد. بعداً دو عضو سابق BUF، سرگرد سر جوزلین لوکاس و هارولد سورف، به عنوان اعضای محافظه کار پارلمان (نمایندگان مجلس) انتخاب شدند.

## در فرهنگ عامه

نشان جنبش سیاه قصه‌های پی.جی. وودهاوس که در مجموعه‌های تلویزیونی Jeeves and Wooster ظاهر شد.

- سریال تلویزیونی Mosley کانال ۴ (بریتانیا) زندگی حرفه ای Oswald Mosley را در طول سال‌های حضور در اتحادیه فاشیست‌های بریتانیا به تصویر کشید. این مجموعه چهار بخشی براساس کتاب‌های Rules of the Game and Beyond the Pale نوشته شده توسط پسرش نیکلاس موسلی ساخته شده‌است.[۲۱]
- در فیلم اینجا اتفاق افتاد (۱۹۶۴)، به نظر می‌رسد BUF حزب حاکم بریتانیا تحت اشغال آلمان است. قبل از اینکه همه به سینما بروند، یک سخنرانی موسلی در رادیو در صحنه شنیده می‌شود.
- اولین نمایش Mosley و BUF در داستان در رمان Aldous Huxley Point Counter Point (1932) رخ داد، که در آن Mosley به عنوان Everard Webley، رهبر قاتل "BFF"، اخوان فاشیست‌های آزاد، به تصویر کشیده شده‌است. او به پایان ناخوشایندی می‌رسد.
- BUF در چندین رمان از هری تورتلدو برجسته شده‌است.
  - در رمان تاریخ جایگزین او در حضور دشمنان مین، که در سال ۲۰۱۰ در جهانی که نازی‌ها پیروز بودند، تنظیم شد، BUF به رهبری نخست‌وزیر چارلی لیندون بریتانیا را اداره می‌کند. در اینجاست که اولین تحریکات جنبش اصلاحات ظاهر می‌شود.
  - در مجموعه پیروزی جنوبی، واقع در واقعیتی که در آن ایالات متحد آمریکا به استقلال رسیدند و قدرتهای مرکزی (از جمله ایالات متحده) آنالوگ واقعیت جنگ جهانی اول را به دست آوردند، "پیراهنهای نقره ای" (مشابه BUF) با محافظه کارانی که توسط چرچیل هدایت می‌شدند وارد ائتلاف شدند و موسلی به عنوان وزیر خزانه داری منصوب شد.
  - BUF و Mosley همچنین به عنوان تأثیرات زمینه ای در سه‌گانه استعمار Turtledove ظاهر می‌شوند که از چهارگانه‌شناسی Worldwar پیروی می‌کند و در دهه ۱۹۶۰ اتفاق می‌افتد.
- آلبوم پینک فلوید به نام The Wall (1979) شامل پیراهن‌های سیاه BUF است، به ویژه در آهنگ "در انتظار کرم هاً که در آن قهرمان اصلی آلبوم مفهومی دارای یک توهم ناشی از مواد مخدر است که وی رهبر احیای مجدد لباس‌های سیاه BUF است.
- رمان '48 (۱۹۹۶) جیمز هربرت یک قهرمان اصلی دارد که پس از انتشار سلاح بیولوژیکی در طول جنگ جهانی دوم توسط BUF Blackshirts در لندن ویران شکار می‌شود. تاریخچه BUF و Mosley خلاصه می‌شود.
- در رمان شب بیش از آب کن فولت، چندین شخصیت اصلی اعضای BUF هستند. در کتاب وی زمستان جهان، نبرد خیابان کابل نقش دارد و برخی از شخصیت‌ها یا در BUF یا در سازمان‌های ضد BUF نقش دارند.
- BUF همچنین در کتاب رهبر (۲۰۰۳) گای والترز، که در آن Mosley دیکتاتور انگلیس در دهه ۱۹۳۰ است، وجود دارد.
- نویسنده طنزپرداز انگلیسی PG Wodehouse BUF را در کتاب‌ها و داستان‌های کوتاه به طنز نشان داد. BUF به عنوان "شلوارک سیاه" طنز شد (شلوارک کوتاه پوشیده شده بود زیرا همه بهترین رنگهای پیراهن قبلاً گرفته شده بود) و رهبر آن رودریک اسپود، صاحب یک فروشگاه لباس زیر زنانه بود.
- رمان‌نویس انگلیسی، نانسی میتفورد BUF و Mosley را در کلاه گیس‌های سبز (۱۹۳۵) هجو کرد. دیانا میتفورد، خواهر نویسنده، از سال ۱۹۳۲ با Mosley رابطه عاشقانه داشت.
- در سال ۱۹۹۲ تولید Acorn Media از آگاتا کریستی یکی، دو، دست و پنجه نرم کفش من با بازی دیوید سوچت و فیلیپ جکسون، یکی از شخصیت‌های فرعی (با بازی کریستوفر اکلستون) موقعیت پولی را به عنوان یک عضو ردیف عضو تضمین می‌کند. BUF
- BUF و Oswald Mosley در رمان باقی مانده روز کازوئو ایشی گورو اشاره شده‌است.
- BUF و Mosley در نسخه BBC از طبقه بالا، پایین (۲۰۱۰) نشان داده شده‌است که در آن دو شخصیت از حامیان BUF هستند.
- آهنگ Pogues "The Sick Bed of Cuchulainn "، از آلبوم آنها Rum Sodomy &amp; the Lash (1985)، در بیت دوم خود به BUF اشاره می‌کند با خط "و شما یک پیراهن سیاه لعنتی را که همه ییدها را لعنت می‌کرد".
- اولین رمان ند بوومن ، بوکسور، سوسک (۲۰۱۰)، نبرد خیابان کابل را به تصویر می‌کشد.
- رمان سلطنت (۲۰۱۲) سی جی سامسون دارای سر اوسوالد موسلی به عنوان وزیر کشور در " تریلر تاریخ متناوب صلح پس از دانکرک با آلمان" است که در سال ۱۹۵۲ تنظیم شد. لرد بیوربروک نخست‌وزیر یک دولت ائتلاف استبدادی است. پیراهن‌های سیاه پلیس کمکی هستند.
- در فیلم گفتار پادشاه (۲۰۱۰)، یک عکس کوتاه دیوار آجری را در لندن نشان می‌دهد که با پوسترهایی گچ بری شده‌است، برخی از آنها با عنوان "فاشیسم وطن پرستی عملی است" و برخی دیگر با "ایستادن در کنار پادشاه" را می‌خوانند. هر دو مجموعه پوسترها توسط Blackshirts انگلیس، که از پادشاه ادوارد هشتم پشتیبانی می‌کردند، نصب شده‌است. ادوارد به گرایش‌های فاشیستی مشکوک بود.[۲۲]
- در بازی ویدیویی استراتژی جنگ Hearts of Iron IV (2016)، می‌توان از گزینه‌های خاصی برای افزایش تمایلات فاشیستی در انگلستان استفاده کرد. انجام چنین کاری می‌تواند سرانجام منجر به تبدیل شدن اتحادیه فاشیست‌های انگلیس به حزب حاکم شود و اسوالد موسلی رهبر این کشور باشد.[۲۳] نام این کشور به امپراتوری بریتانیا تغییر خواهد کرد و پرچم آن با یک پرچم اتحادیه جایگزین می‌شود که با آرم فلش و دایره از بین می‌رود. وقایع بعدی می‌تواند منجر به احیای ادوارد هشتم به عنوان پادشاه شود و به عنوان حاکم مستقیم امپراتوری انگلیس قرار گیرد.
- سارا فلپس از نشان اتحادیه فاشیست‌های انگلیس به عنوان موضوع در اقتباس BBC One خود در سال ۲۰۱۸ از آگاتا کریستی به قتل‌های ABC استفاده کرد.[۲۴]
- آماندا K. هیل را رمان کلاهدوز دیوانه (۲۰۱۹) ویژگی‌های پدرش جیمز Larratt Battersby به عنوان یک عضو از BUF.
- Mosley توسط سام کلافلین در فصل ۵ نمایش Peaky Blinders در BBC به عنوان بنیانگذار BUF به تصویر کشیده شد.[۲۵]

## نتایج انتخابات
| انتخاب مجدد                                  | نامزد        | رای | ٪ اشتراک گذاری |
| -------------------------------------------- | ------------ | --- | -------------- |
| ۱۹۴۰ انتخابات میان دوره ای Silvertown        | تامی موران   | ۱۵۱ | ۱٫۰            |
| ۱۹۴۰ انتخابات میان دوره ای لیدز شمال شرقی    | سیدنی آلن    | ۷۲۲ | ۲٫۹            |
| ۱۹۴۰ انتخابات میان دوره ای میدلتون و پرستویچ | فردریک هاسلم | ۴۱۸ | ۱٫۳            |